# لوخم
لوخم (به هلندی: Lochem) یک شهرک با حقوق شهرک و روستای سابق و شهرستان در هلند است که در خلدرلاند واقع شده‌است. لوخم ۱۴ متر بالاتر از سطح دریا واقع شده‌است.

## نگارخانه

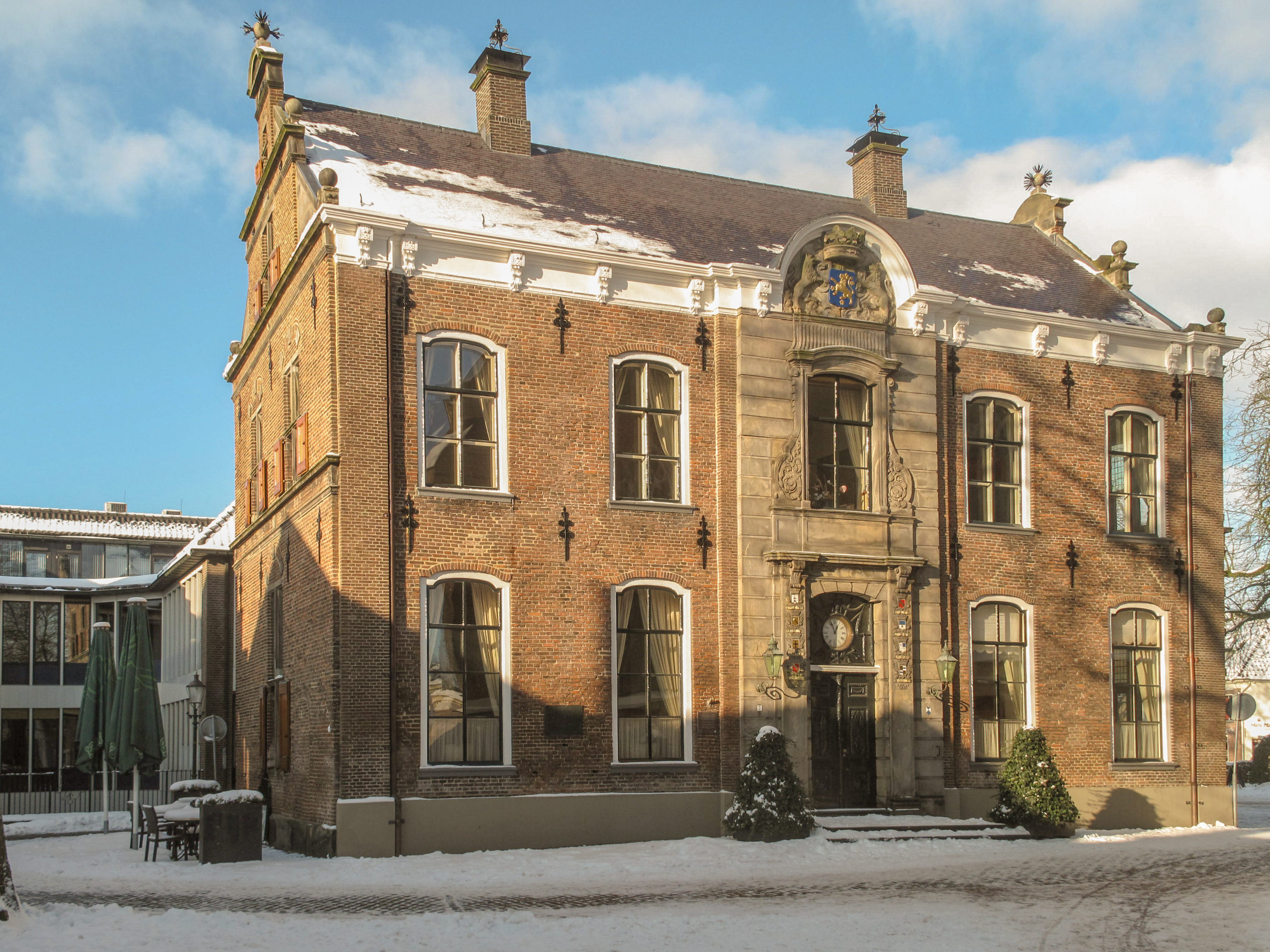
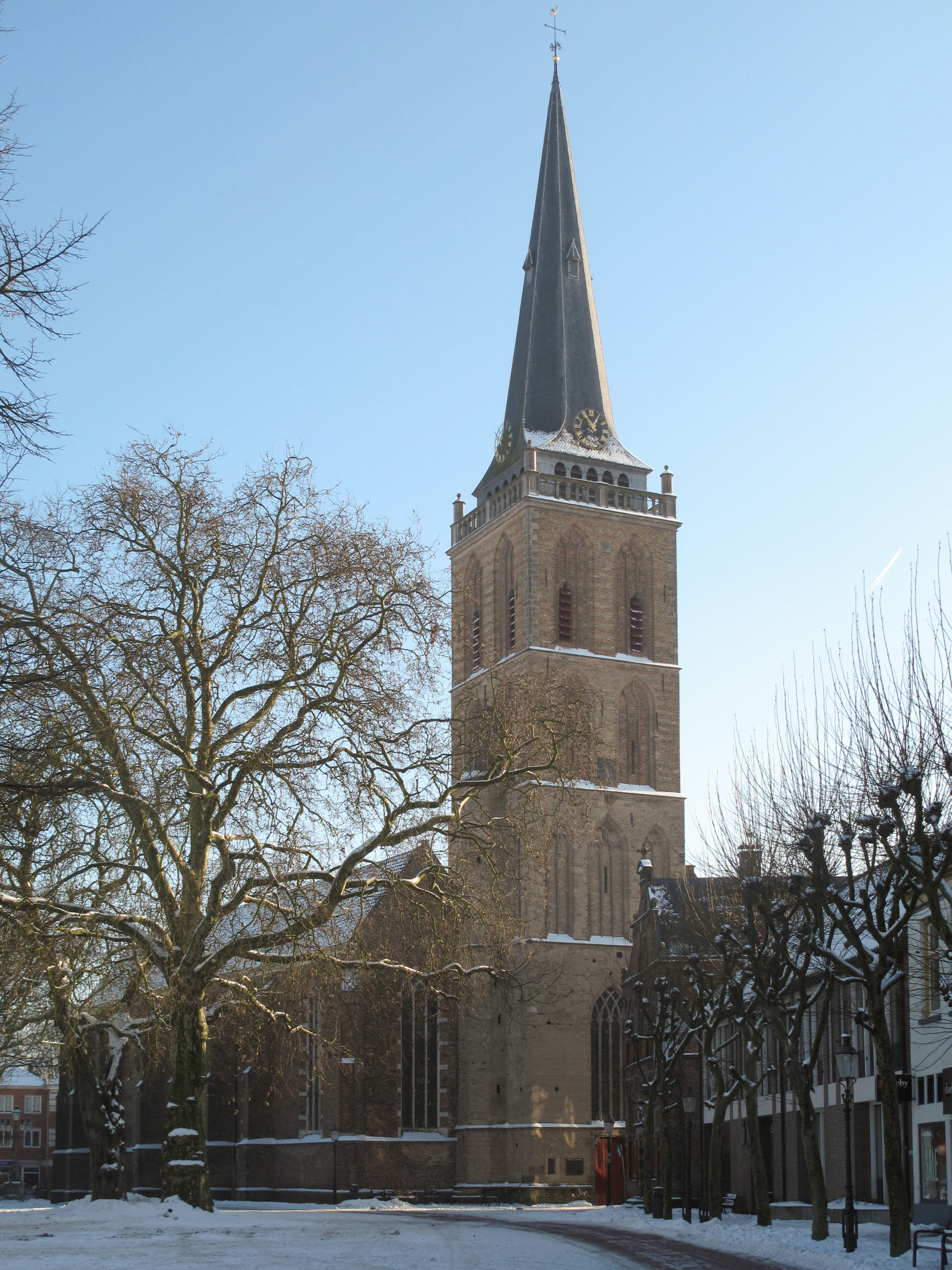
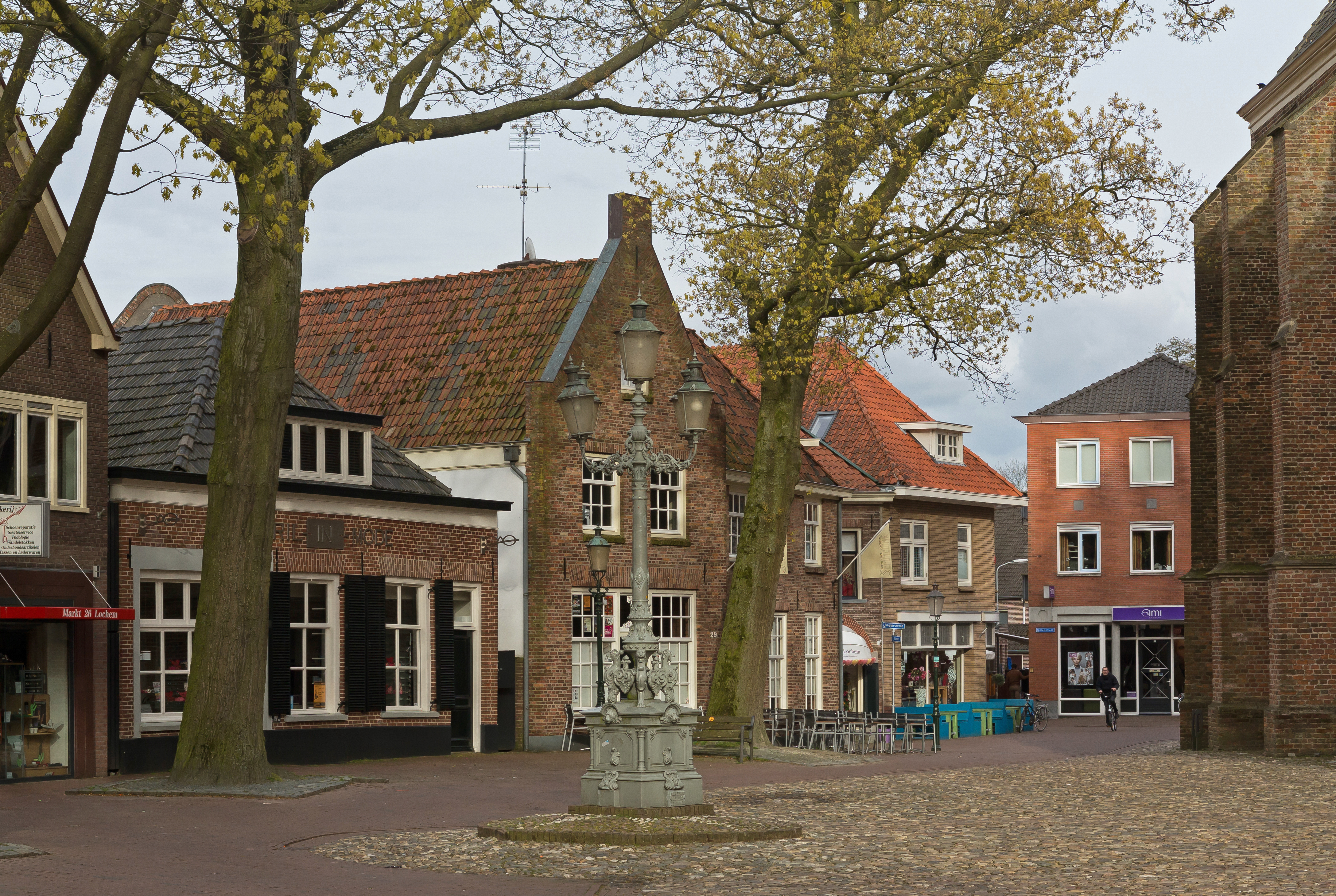
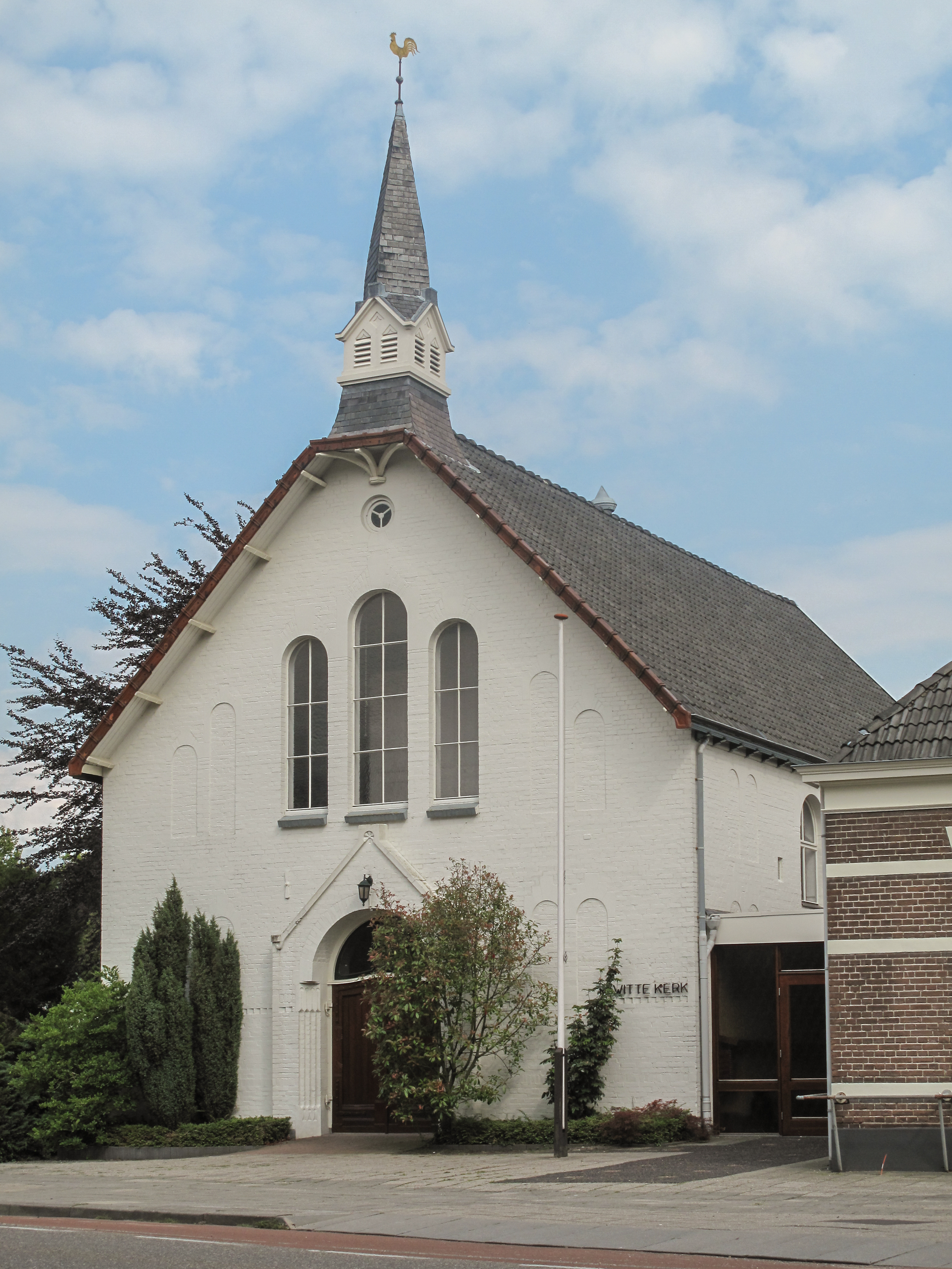
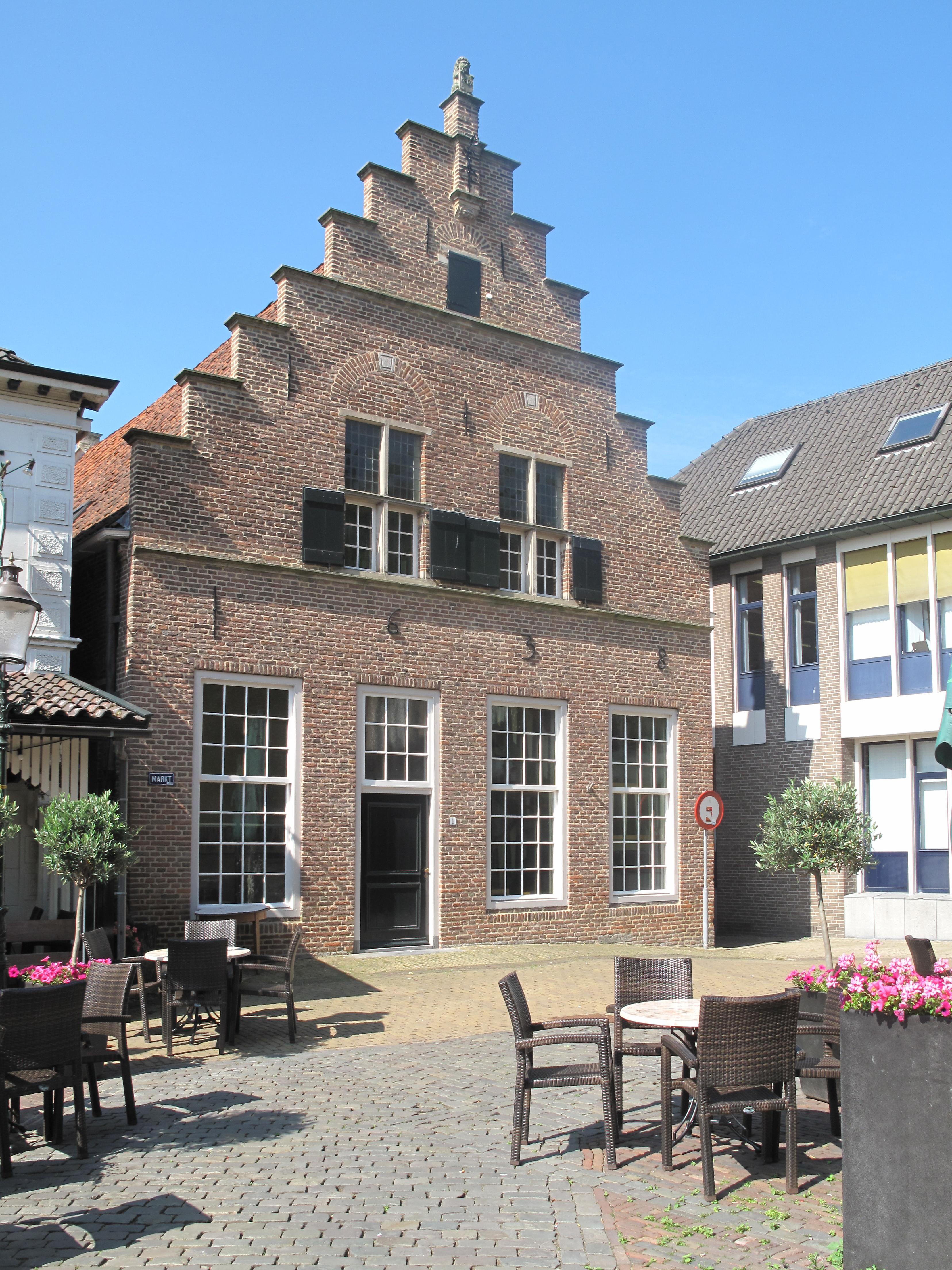
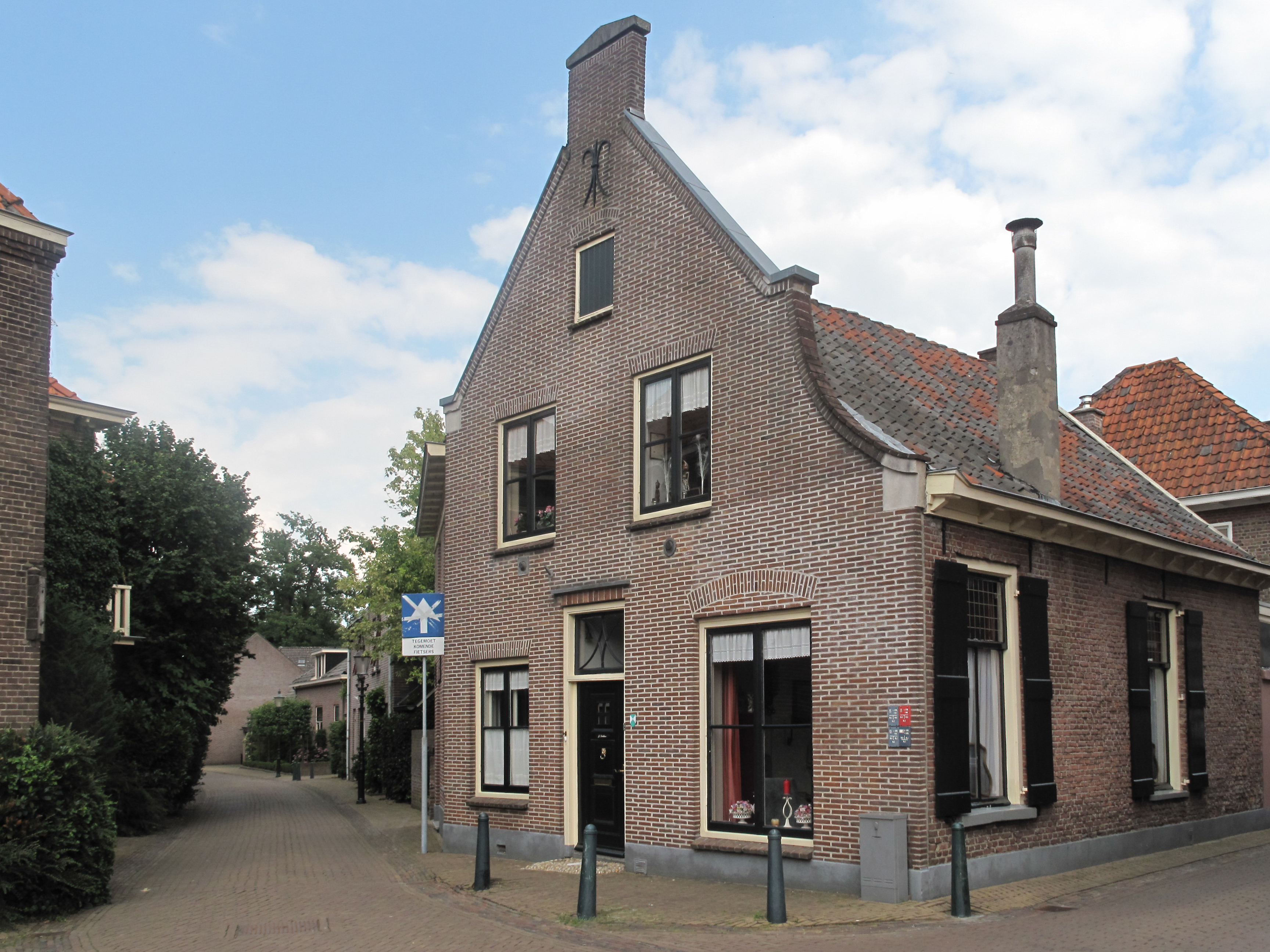
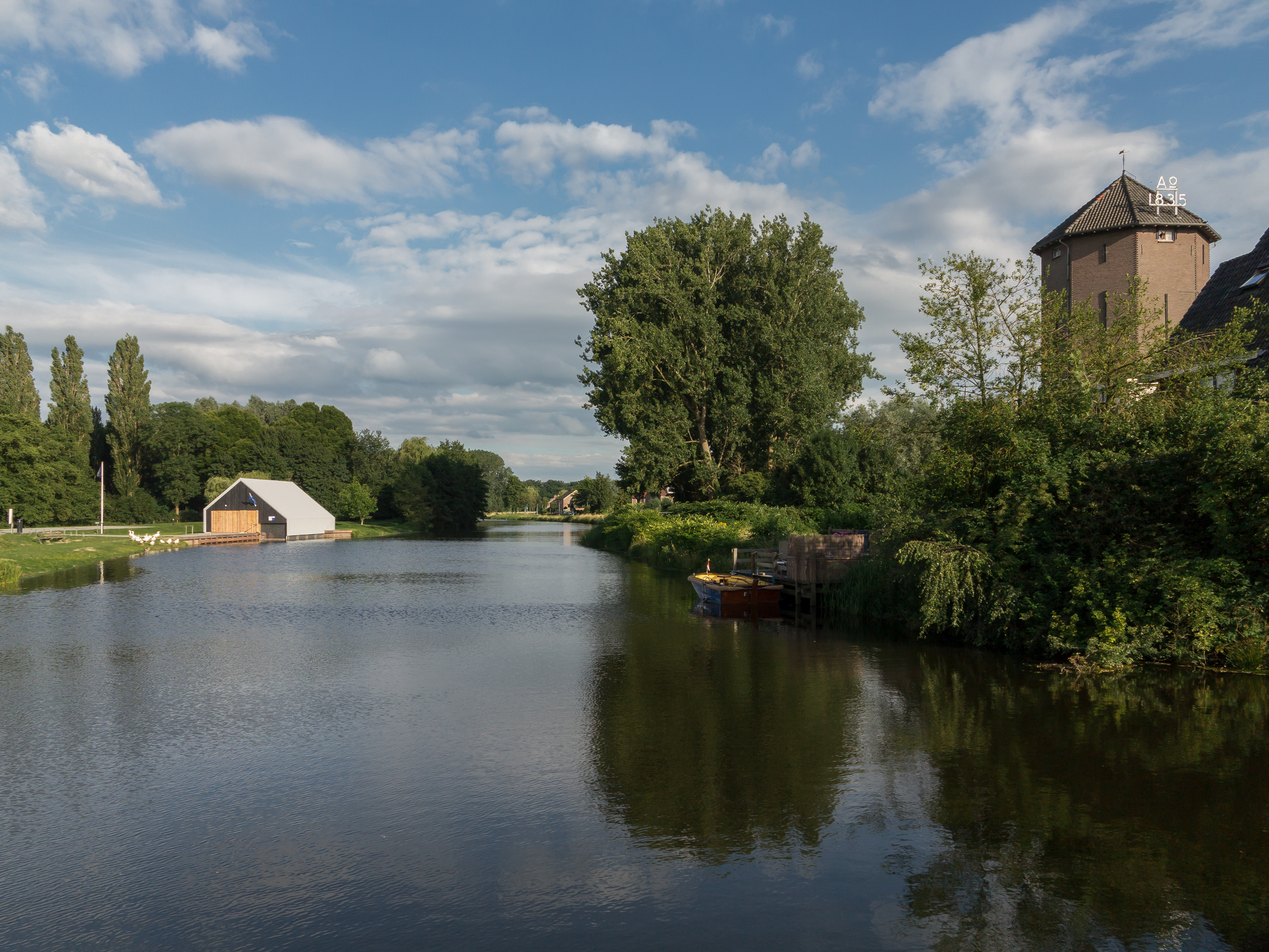
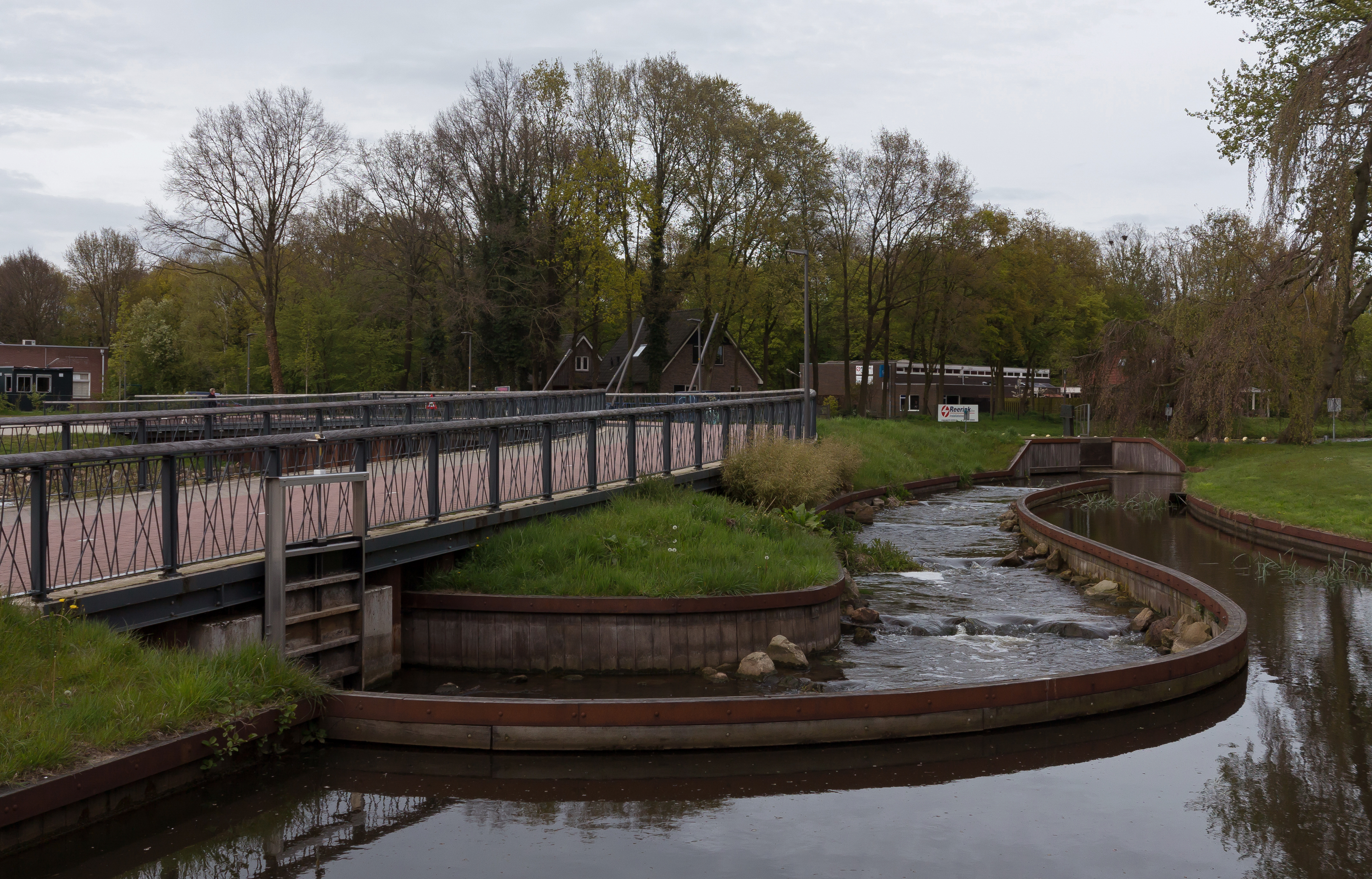
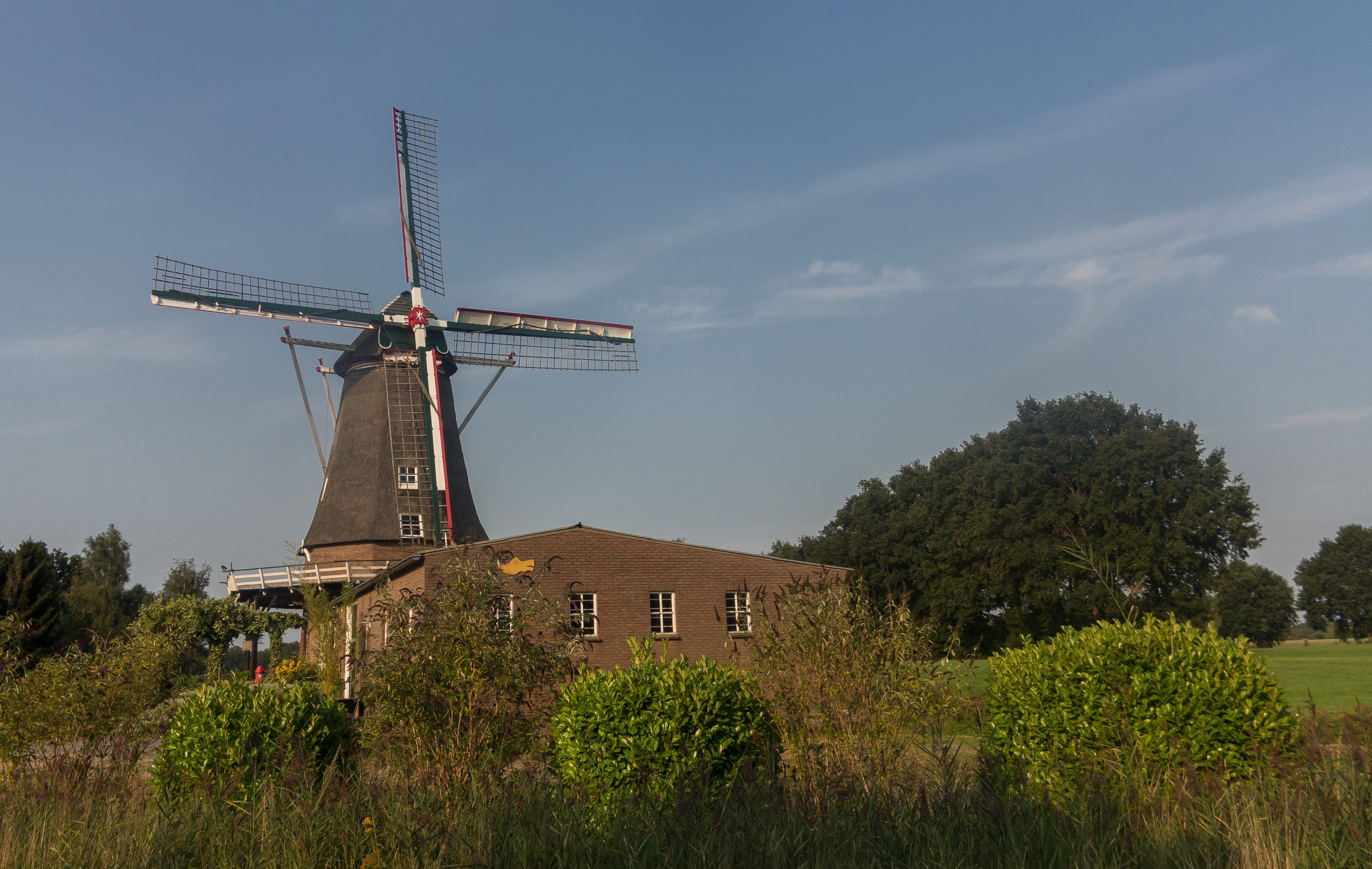
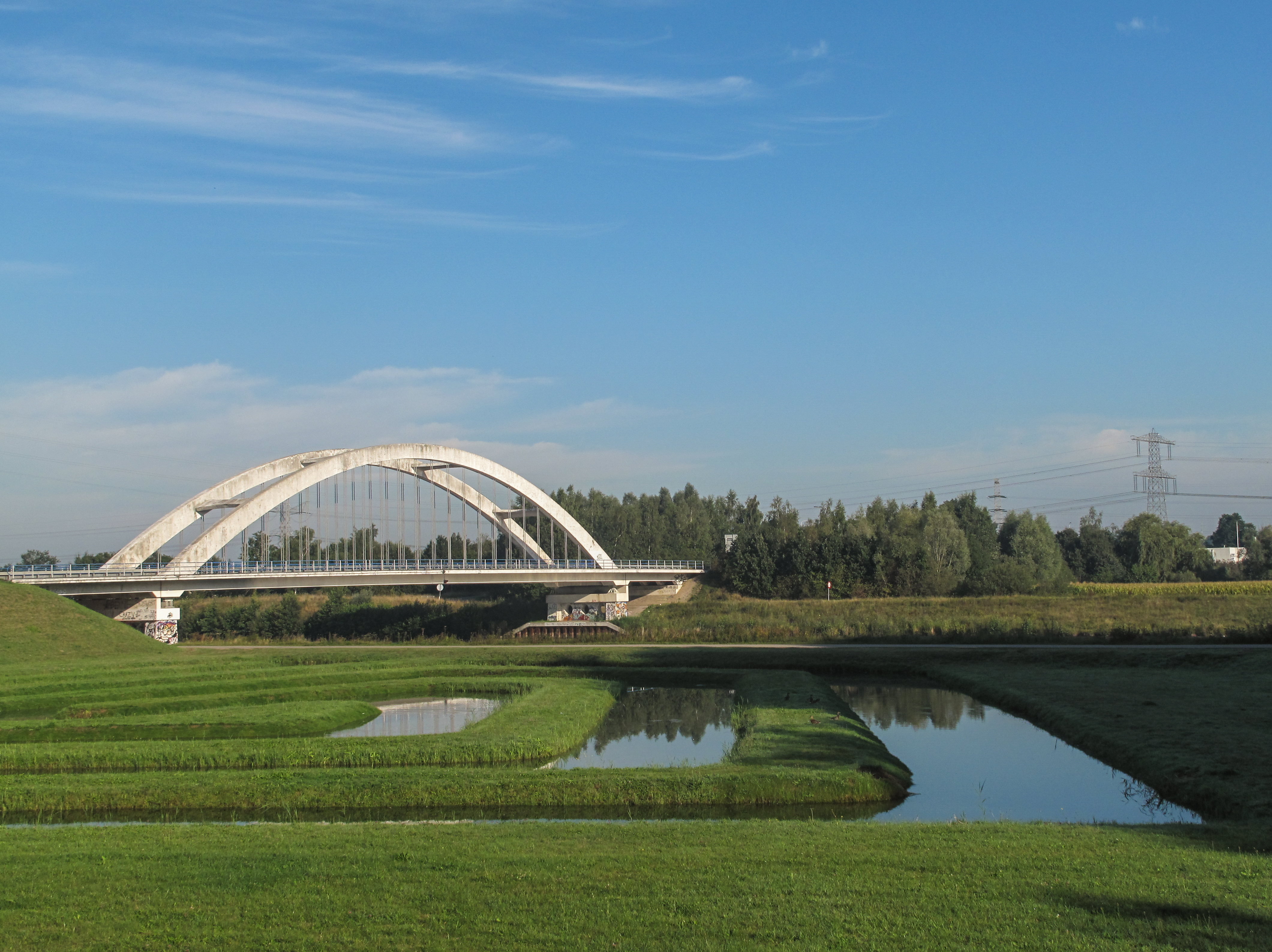